# Gmina Kluki
Die Gmina Kluki  ist eine Landgemeinde im Powiat Bełchatowski der Woiwodschaft Łódź in Polen. Sie hat etwa 4400 Einwohner und ihr Sitz ist das Dorf Kluki mit rund 830 Einwohnern.

## Geographie

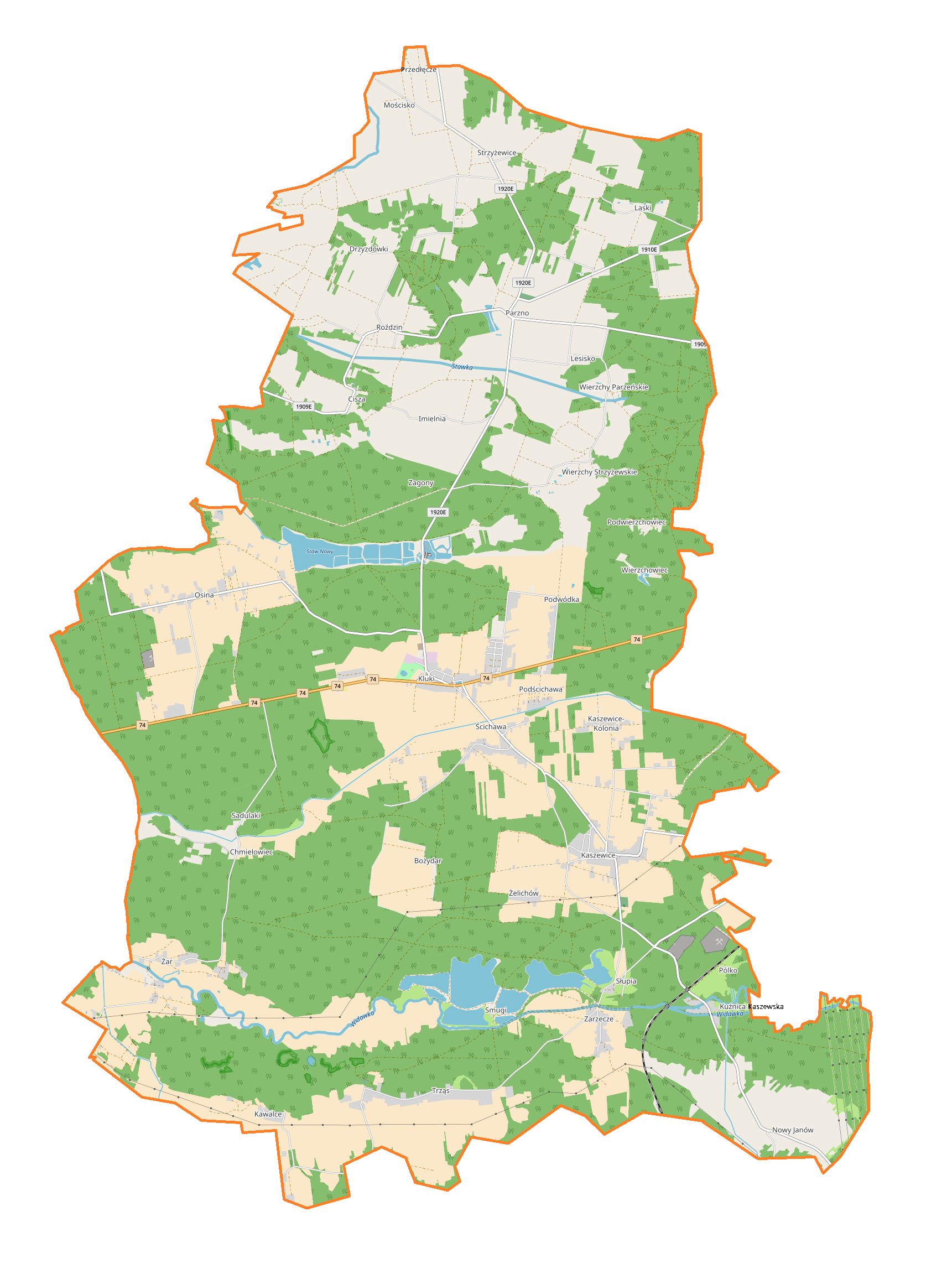
Karte der Gemeinde

Die Gemeinde liegt im Süden der Woiwodschaft. Die Kreisstadt Bełchatów (deutsch Belchatow) liegt fünf Kilometer östlich, Łódź (Lodz) 60 Kilometer nördlich und Warschau 170 Kilometer nordöstlich. Nachbargemeinden sind Zelów im Norden, Bełchatów im Osten, Kleszczów im Süden und Szczerców im Westen. Die Gemeinde hat eine Fläche von 118,5 km², von der 43 Prozent land- und 47 Prozent forstwirtschaftlich genutzt werden. Ihr Gebiet ist mit 37 Einwohnern/km² dünn besiedelt. Die Gegend ist reich an Gewässern.

## Geschichte

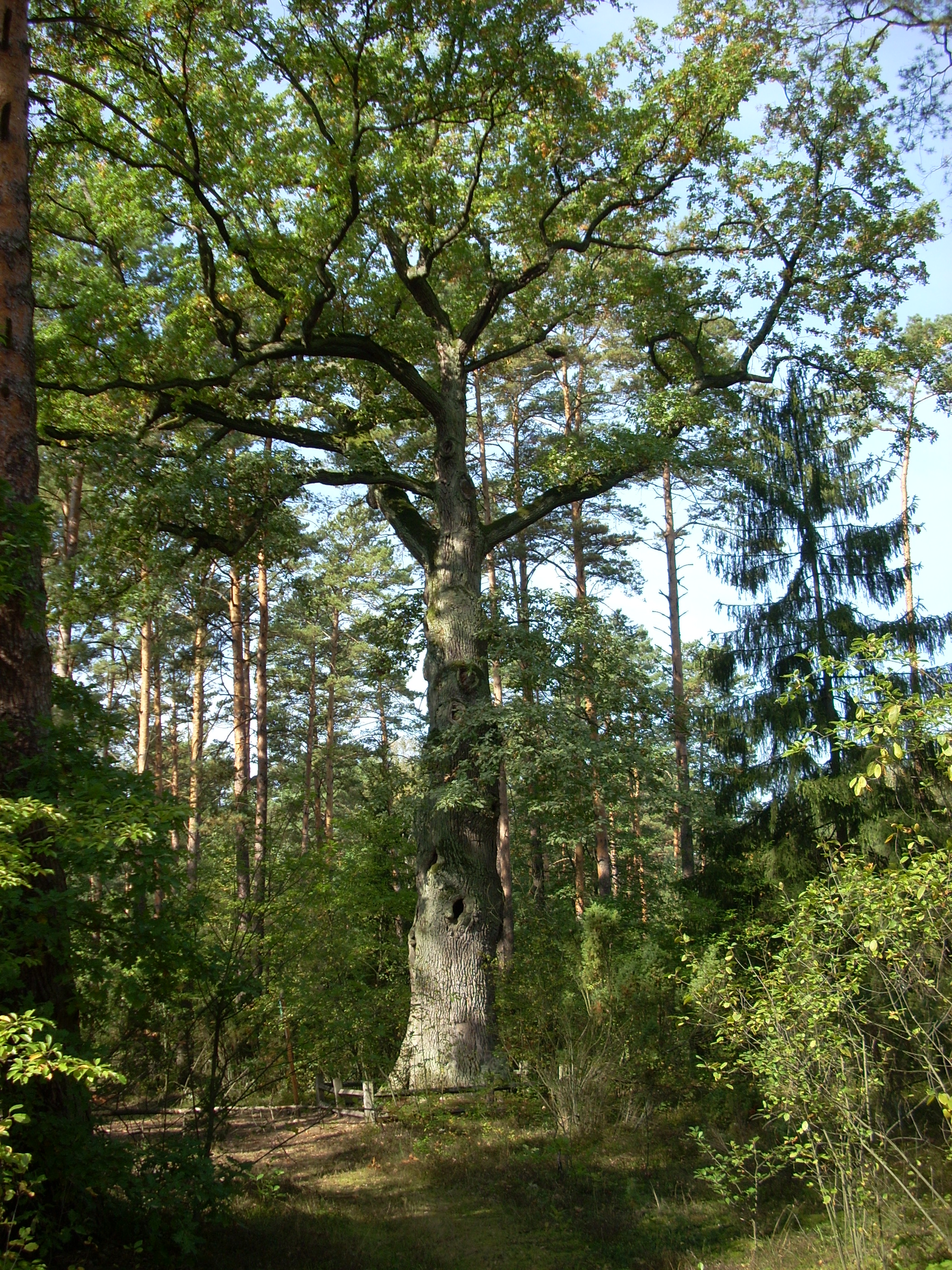
Ehemalige Dąb Cygański, 2007

Die Landgemeinde Kluki wurde zum 1. Januar 1973 im Powiat Piotrkowski der ehemaligen Woiwodschaft Łódź aus Gromadas neu gebildet. Von 1975 bis 1998 gehörte die Gemeinde zur Woiwodschaft Piotrków. Der Powiat war in dieser Zeit aufgelöst. Die Landgemeinde kam 1999 an den Powiat Bełchatowski der Woiwodschaft Łódź im gegenwärtigen Gebietszuschnitt. Wójt ist seit den Kommunalwahlen 2024 Grzegorz Gryczka.
Die Landgemeinde führt eine Eiche im Wappen. Das Naturdenkmal Dąb Cygański („Zigeuner“eiche) wurde im August 2012 vermutlich durch Brandstiftung zerstört. Der Baum war etwa 900 Jahre alt.

## Gliederung
Zur Landgemeinde (gmina wiejska) Kluki gehören die 17 folgenden Dörfer mit einem Schulzenamt (sołectwo), denen kleinere Dörfer ohne Schulzenamt sowie Weiler und Wohnplätze zugeordnet sind:
Cisza
Imielnia
Kaszewice
Kluki
Kuźnica Kaszewska
Nowy Janów
Osina
Parzno
Podwódka
Roździn
Ścichawa
Strzyżewice
Trząs
Wierzchy Kluckie
Żar
Zarzecze
Żelichów
Kleinere Dörfer der Gemeinde sind:
Bożydar
Chmielowiec
Kaszewice-Kolonia
Kawalce
Podścichawa
Podwierzchowiec
Sadulaki
Wierzchy Parzeńskie
Wierzchy Strzyżewskie
Weiler und Wohnplätze der Gemeinde sind:
Borowiny
Grobla
Huta Strzyżewska
Jeżowizna
Laski
Lesisko
Niwisko
Ojszczywilk
Pólko
Słupia
Smugi
Teofilów
Wierzchowiec
Zagony

## Sehenswürdigkeiten
Denkmalgeschützte Bauwerke sind:
- Die hölzerne Dreifaltigkeitskirche in Kaszewice aus dem 17. Jahrhundert
- Das Herrenhaus in Zarzecze-Słupia aus dem 19. Jahrhundert

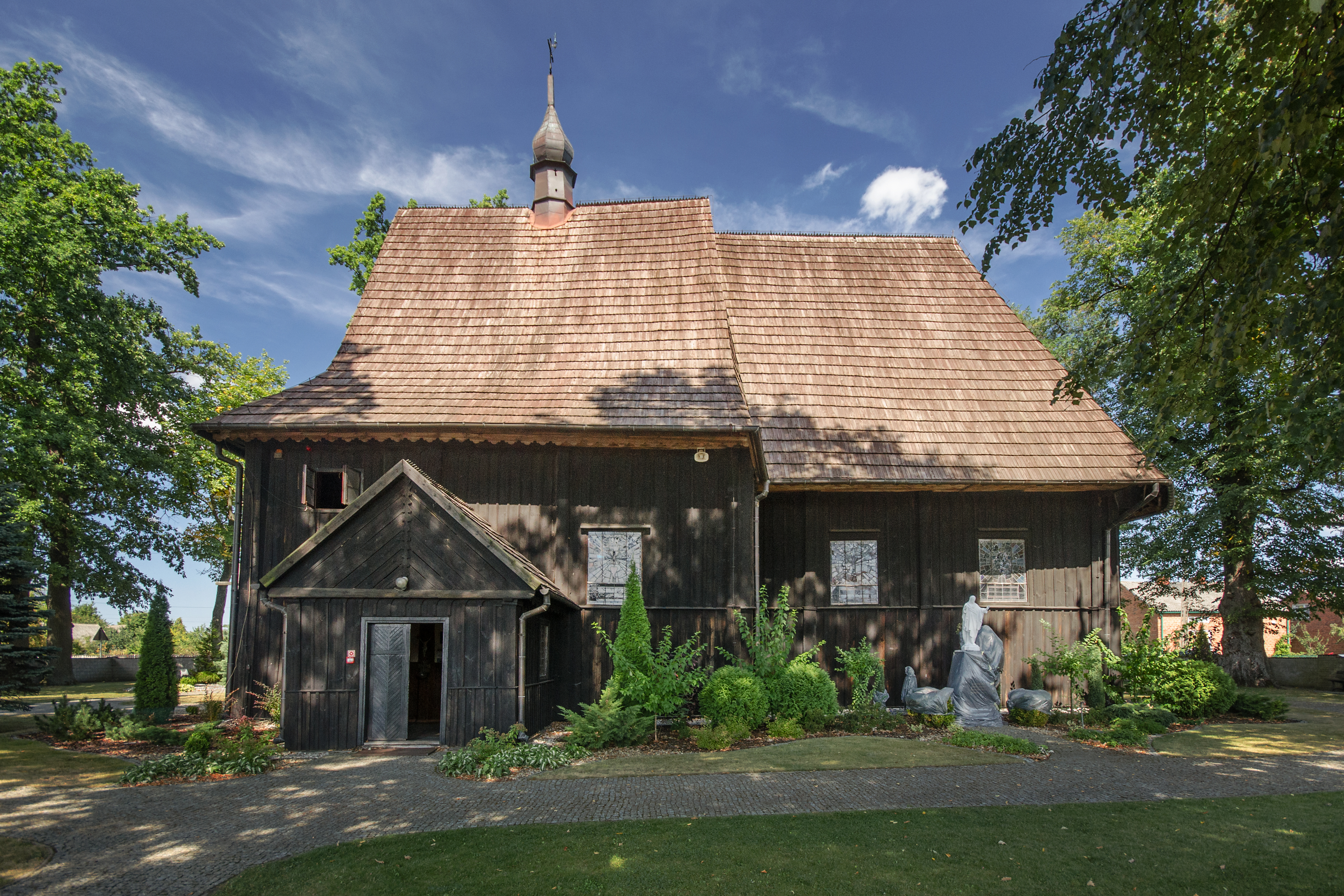
Dreifaltigkeitskirche in Kaszewice
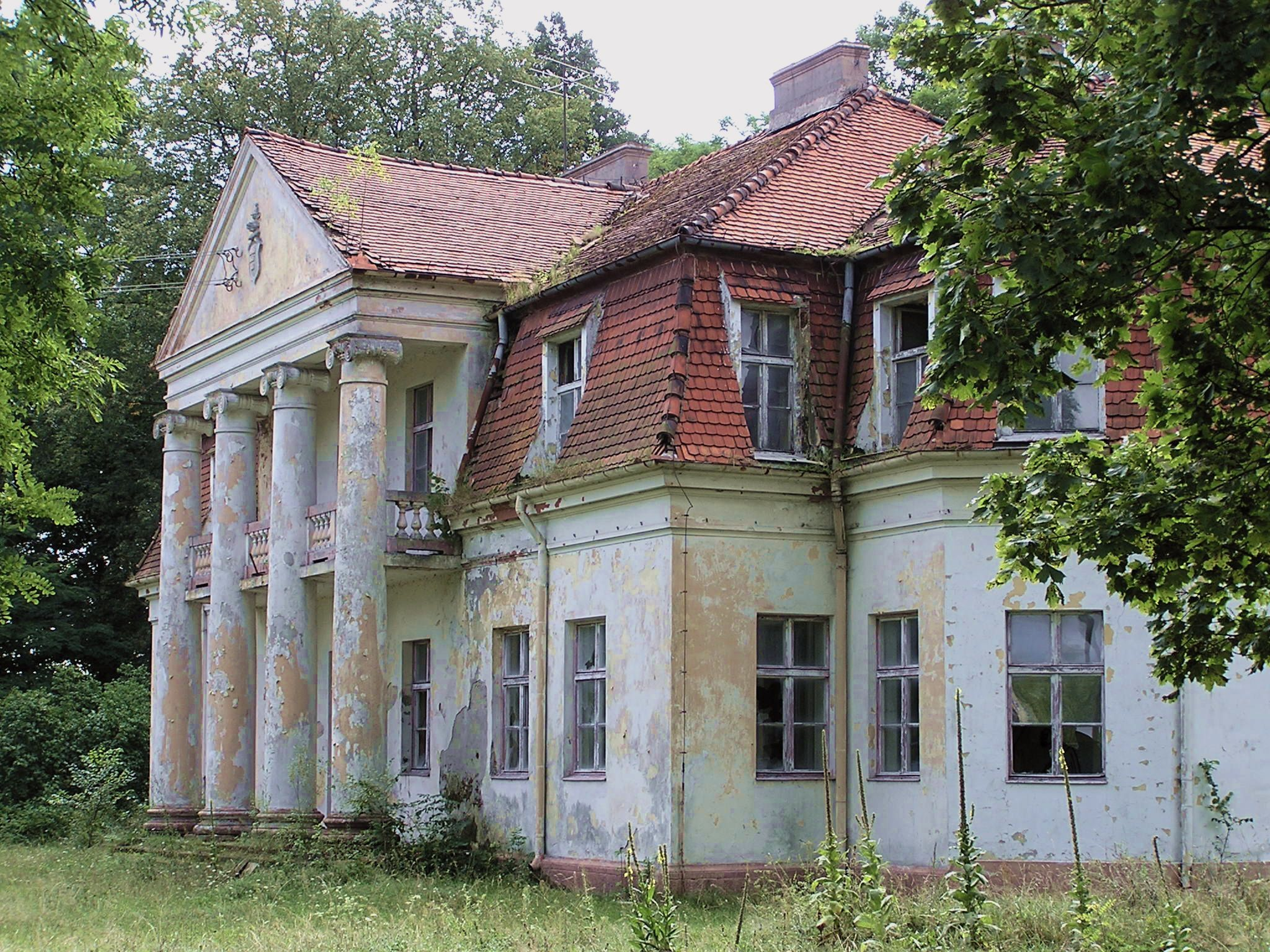
Herrenhaus in Słupia

## Verkehr
Die Landesstraße DK74 führt von Wieluń über Bełchatów nach Piotrków Trybunalski (Petrikau), wo Anschluss an Autobahnen und Schnellstraßen besteht.
Nächster Bahnhof mit Personenverkehr ist Rusiec Łódzki an der Bahnstrecke Chorzów–Tczew.
Der nächste internationale Flughafen ist Łódź.